# Olympische Winterspiele 2026/Eishockey (Frauen)/Qualifikation
Die Qualifikation zum olympischen Eishockeyturnier der Frauen 2026 wurde zwischen dem 12. Dezember 2024 und dem 9. Februar 2025 ausgetragen. Dabei wurden drei Plätze des Endturniers ausgespielt. Dazu kamen die sechs besten Nationen der IIHF-Weltrangliste des Jahres 2024 sowie Italien als Ausrichter.
Die drei Plätze wurden in einem mehrstufigen System zwischen den Teilnehmern ausgespielt. Die Einstufung erfolgte ebenfalls nach dem Stand der IIHF-Weltrangliste 2024. Die finalen Turniere wurden in Tomakomai, Gävle und Bremerhaven ausgetragen.

## Qualifikationsmodus
Für das olympische Turnier qualifizierten sich neben dem Ausrichter Italien die ersten sechs Nationen der IIHF-Weltrangliste nach Abschluss der Weltmeisterschaft 2024. Die restlichen gemeldeten Nationen wurden gemäß der Weltrangliste in ein dreistufiges Qualifikationssystem eingestuft. Die Mannschaften der Weltranglistenplätze 7 bis 15 wurden für die drei finalen Qualifikationsrunden gesetzt. Die Mannschaften der Plätze 16 bis 30 wurden für die zweite Runde der Vorqualifikation gesetzt, die restlichen Mannschaften sollten ab der ersten Qualifikationsrunde spielen.
Die finale Qualifikation und zweite Runde der Vorqualifikation wird in je drei Turnieren ausgetragen; die ausgefallene erste Runde sollte ebenfalls mit drei Turnieren ausgetragen werden. An jedem Turnier nehmen jeweils vier Mannschaften teil. Die weltranglistenbeste Nation hat das Gastgeberrecht. Der Sieger des Turniers qualifiziert sich für die nächste Phase beziehungsweise qualifiziert sich die Sieger der finalen Turniere für die Olympischen Winterspiele 2026. Innerhalb der einzelnen Phasen erfolgt die Zuteilung zu den Turnieren gemäß der Weltrangliste.
| Rang | Land                | Einstieg      |
| ---- | ------------------- | ------------- |
| 01   | Kanada              | direkt        |
| 02   | Vereinigte Staaten  | direkt        |
| 03   | Finnland            | direkt        |
| 04   | Tschechien          | direkt        |
| 05   | Schweiz             | direkt        |
| 06   | Russland            | Ausschluss    |
| 07   | Japan               | Qualifikation |
| 08   | Schweden            | Qualifikation |
| 09   | Deutschland         | Qualifikation |
| 10   | Ungarn              | Qualifikation |
| 11   | Dänemark            | Qualifikation |
| 12   | Volksrepublik China | Qualifikation |
| 13   | Frankreich          | Qualifikation |
| 14   | Norwegen            | Qualifikation |
| 15   | Österreich          | Qualifikation |

| Rang | Land              | Einstieg           |
| ---- | ----------------- | ------------------ |
| 16   | Slowakei          | 2. Runde           |
| 17   | Niederlande       | 2. Runde           |
| 18   | Südkorea          | 2. Runde           |
| 19   | Italien           | direkt (Gastgeber) |
| 20   | Polen             | 2. Runde           |
| 21   | Großbritannien    | 2. Runde           |
| 22   | Slowenien         | 2. Runde           |
| 23   | Kasachstan        | 2. Runde           |
| 24   | Spanien           | 2. Runde           |
| 25   | Mexiko            | 2. Runde           |
| 26   | Chinesisch Taipeh | 2. Runde           |
| 27   | Lettland          | 2. Runde           |
| 28   | Island            | 2. Runde           |
| 29   | Türkei            | 2. Runde           |
| 30   | Hongkong          | Verzicht           |
| 31   | Australien        | Verzicht           |

| Rang | Land                    | Einstieg |
| ---- | ----------------------- | -------- |
| 32   | Belgien                 | Verzicht |
| 33   | Neuseeland              | Verzicht |
| 34   | Litauen                 | 1. Runde |
| 35   | Südafrika               | Verzicht |
| 36   | Bulgarien               | 1. Runde |
| 37   | Kroatien                | 1. Runde |
| 38   | Ukraine                 | Verzicht |
| 39   | Rumänien                | 1. Runde |
| 40   | Estland                 | 1. Runde |
| 41   | Serbien                 | 1. Runde |
| 42   | Nordkorea               | Verzicht |
| 43   | Bosnien und Herzegowina | Verzicht |
| 44   | Israel                  | Verzicht |
| 45   | Thailand                | 1. Runde |
| 46   | Singapur                | Verzicht |

## Vorqualifikation Runde 1
Die 1. Runde der Vorqualifikation sollte vom 7. bis 10. November ausgetragen werden. Die Runde wurde jedoch abgesagt. Die drei bestplatziertesten Mannschaften – Republik China (Taiwan), Lettland und Island – rückten in Runde 2 vor.
| Gruppe A                | Gruppe B | Gruppe C |
| ----------------------- | -------- | -------- |
| Republik China (Taiwan) | Lettland | Island   |
| Bulgarien               | Litauen  | Türkei   |
| Kroatien                | Rumänien | Estland  |
|                         | Thailand | Serbien  |

## Vorqualifikation Runde 2

### Gruppe D
Die Gruppe D der zweiten Runde der Vorqualifikation fand vom 12. bis 15. Dezember 2024 im slowakischen Piešťany statt.
| 12. Dezember 2024 14:00 Uhr (Ortszeit) | Slowenien | 3:2 (1:1, 1:1, 1:0) Spielbericht | Island | Easton Arena, Piešťany Zuschauer: 27 |

| 12. Dezember 2024 18:00 Uhr | Slowakei | 8:1 (3:0, 1:0, 4:1) Spielbericht | Kasachstan | Easton Arena, Piešťany Zuschauer: 233 |

| 13. Dezember 2024 14:00 Uhr | Slowenien | 0:3 (0:0, 0:2, 0:1) Spielbericht | Kasachstan | Easton Arena, Piešťany Zuschauer: 34 |

| 13. Dezember 2024 18:00 Uhr | Island | 1:15 (0:3, 1:8, 0:4) Spielbericht | Slowakei | Easton Arena, Piešťany Zuschauer: 361 |

| 15. Dezember 2024 14:00 Uhr | Kasachstan | 2:0 (1:0, 0:0, 1:0) Spielbericht | Island | Easton Arena, Piešťany Zuschauer: 41 |

| 15. Dezember 2024 18:00 Uhr | Slowakei | 14:0 (5:0, 6:0, 3:0) Spielbericht | Slowenien | Easton Arena, Piešťany Zuschauer: 625 |

| Pl. | Nation     | Sp | S | OTS | OTN | N | Tore  | Punkte |
| --- | ---------- | -- | - | --- | --- | - | ----- | ------ |
| 1.  | Slowakei   | 3  | 3 | 0   | 0   | 0 | 37:02 | 9      |
| 2.  | Kasachstan | 3  | 2 | 0   | 0   | 1 | 06:08 | 6      |
| 3.  | Slowenien  | 3  | 1 | 0   | 0   | 2 | 03:19 | 3      |
| 4.  | Island     | 3  | 0 | 0   | 0   | 3 | 03:20 | 0      |

Abkürzungen: Pl. = Platz, Sp = Spiele, S = Siege, OTS = Siege nach Verlängerung (Overtime) oder Penaltyschießen, OTN = Niederlagen nach Verlängerung oder Penaltyschießen, N = Niederlagen
Erläuterungen: Qualifikant für die Qualifikationsendrunde

### Gruppe E
Die Gruppe E der zweiten Runde der Vorqualifikation fand vom 12. bis 15. Dezember 2024 im englischen Sheffield statt.
| 12. Dezember 2024 12:30 Uhr (Ortszeit) | Niederlande | 2:0 (1:0, 0:0, 1:0) Spielbericht | Spanien | iceSheffield, Sheffield Zuschauer: 686 |

| 12. Dezember 2024 16:00 Uhr | Großbritannien | 3:2 (1:1, 2:1, 0:0) Spielbericht | Lettland | iceSheffield, Sheffield Zuschauer: 380 |

| 14. Dezember 2024 12:30 Uhr | Lettland | 1:2 (0:1, 1:0, 0:1) Spielbericht | Niederlande | iceSheffield, Sheffield Zuschauer: 320 |

| 14. Dezember 2024 16:00 Uhr | Großbritannien | 3:0 (1:0, 0:0, 2:0) Spielbericht | Spanien | iceSheffield, Sheffield Zuschauer: 678 |

| 15. Dezember 2024 12:30 Uhr | Spanien | 0:3 (0:2, 0:0, 0:1) Spielbericht | Lettland | iceSheffield, Sheffield Zuschauer: 226 |

| 15. Dezember 2024 16:00 Uhr | Niederlande | 1:0 n. V. (0:0, 0:0, 0:0, 1:0) Spielbericht | Großbritannien | iceSheffield, Sheffield Zuschauer: 703 |

| Pl. |                | Sp | S | OTS | OTN | N | Tore | Punkte |
| --- | -------------- | -- | - | --- | --- | - | ---- | ------ |
| 1.  | Niederlande    | 3  | 2 | 1   | 0   | 0 | 5:1  | 8      |
| 2.  | Großbritannien | 3  | 2 | 0   | 1   | 0 | 6:3  | 7      |
| 3.  | Lettland       | 3  | 1 | 0   | 0   | 2 | 6:5  | 3      |
| 4.  | Spanien        | 3  | 0 | 0   | 0   | 3 | 0:8  | 0      |

Abkürzungen: Pl. = Platz, Sp = Spiele, S = Siege, OTS = Siege nach Verlängerung (Overtime) oder Penaltyschießen, OTN = Niederlagen nach Verlängerung oder Penaltyschießen, N = Niederlagen
Erläuterungen: Qualifikant für die Qualifikationsendrunde

### Gruppe F
Die Gruppe F der zweiten Runde der Vorqualifikation fand vom 12. bis 15. Dezember 2024 im polnischen Bytom statt.
| 12. Dezember 2024 14:30 Uhr (Ortszeit) | Südkorea | 6:0 (2:0, 4:0, 0:0) Spielbericht | Mexiko | Lodowisko Pułaskiego, Bytom Zuschauer: 50 |

| 12. Dezember 2024 18:30 Uhr | Polen | 5:1 (1:0, 1:1, 3:0) Spielbericht | Republik China (Taiwan) | Lodowisko Pułaskiego, Bytom Zuschauer: 405 |

| 13. Dezember 2024 14:30 Uhr | Republik China (Taiwan) | 0:4 (0:2, 0:1, 0:1) Spielbericht | Südkorea | Lodowisko Pułaskiego, Bytom Zuschauer: 64 |

| 13. Dezember 2024 18:30 Uhr | Polen | 9:0 (1:0, 3:0, 5:0) Spielbericht | Mexiko | Lodowisko Pułaskiego, Bytom Zuschauer: 430 |

| 15. Dezember 2024 14:30 Uhr | Mexiko | 3:2 n. P. (1:0, 1:0, 0:2, 0:0, 1:0) Spielbericht | Republik China (Taiwan) | Lodowisko Pułaskiego, Bytom Zuschauer: 60 |

| 15. Dezember 2024 18:30 Uhr | Südkorea | 0:5 (0:1, 0:0, 0:4) Spielbericht | Polen | Lodowisko Pułaskiego, Bytom Zuschauer: 1.018 |

| Pl. |                         | Sp | S | OTS | OTN | N | Tore  | Punkte |
| --- | ----------------------- | -- | - | --- | --- | - | ----- | ------ |
| 1.  | Polen                   | 3  | 3 | 0   | 0   | 0 | 19:01 | 9      |
| 2.  | Südkorea                | 3  | 2 | 0   | 0   | 1 | 10:05 | 6      |
| 3.  | Mexiko                  | 3  | 0 | 1   | 0   | 2 | 03:17 | 2      |
| 4.  | Republik China (Taiwan) | 3  | 0 | 0   | 1   | 2 | 03:12 | 1      |

Abkürzungen: Pl. = Platz, Sp = Spiele, S = Siege, OTS = Siege nach Verlängerung (Overtime) oder Penaltyschießen, OTN = Niederlagen nach Verlängerung oder Penaltyschießen, N = Niederlagen
Erläuterungen: Qualifikant für die Qualifikationsendrunde

## Qualifikationsendrunde

### Gruppe G
Die Gruppe G der finalen Qualifikation fand vom 6. bis 9. Februar 2025 in der japanischen Stadt Tomakomai statt. Neben den drei gesetzten Teilnehmern qualifizierte sich der Sieger der Turniere der zweiten Vorqualifikation mit dem besten Weltranglistenplatz für diese Gruppe.
| 6. Februar 2025 12:00 Uhr (Ortszeit) | 6. Februar 2025 4:00 Uhr (MEZ) | Volksrepublik China Hu J. (16:49) Fang X. (42:41) Fang X. (PS) | 3:2 n. P. (1:1, 0:0, 1:1, 0:0, 1:0) Spielbericht | Polen A. Kot (19:56) M. Brzezińska (56:28) | Hakuchō Arena, Tomakomai Zuschauer: 713 |

| 6. Februar 2025 15:30 Uhr | 6. Februar 2025 7:30 Uhr | Japan M. Ito (2:03) Y. Wajima (7:30) Y. Wajima (15:27) R. Koyama (22:24) M. Ito (28:26) Rir. Noro (42:49) K. Seki (52:53) | 7:1 (3:0, 2:1, 2:0) Spielbericht | Frankreich J. Mesplède (38:54) | Hakuchō Arena, Tomakomai Zuschauer: 1.069 |

| 8. Februar 2025 12:00 Uhr | 8. Februar 2025 4:00 Uhr | Volksrepublik China Wang J. (54:05) | 1:4 (0:0, 0:1, 1:3) Spielbericht | Frankreich M. Huot-Marchand (38:21) J. Mesplède (42:02) E. Nonnenmacher (49:46) L. Villiot (55:17) | Hakuchō Arena, Tomakomai Zuschauer: 685 |

| 8. Februar 2025 15:30 Uhr | 8. Februar 2025 7:30 Uhr | Polen | 0:6 (0:6, 0:0, 0:0) Spielbericht | Japan S. Maeda (5:54) A. Shiga (11:23) Y. Wajima (14:12) R. Ukita (15:32) Y. Wajima (15:43) R. Ukita (18:26) | Hakuchō Arena, Tomakomai Zuschauer: 1.609 |

| 9. Februar 2025 12:00 Uhr | 9. Februar 2025 4:00 Uhr | Frankreich M. Huot-Marchand (2:03) C. Rozier (4:53) C. Rozier (11:24) L. Baudrit (13:37) E. Duvin (14:04) C. Rozier (18:53) C. Aurard (29:27) E. Duvin (58:14) C. Aurard (59:47) | 9:0 (6:0, 1:0, 2:0) Spielbericht | Polen | Hakuchō Arena, Tomakomai Zuschauer: 610 |

| 9. Februar 2025 15:30 Uhr | 9. Februar 2025 7:30 Uhr | Japan Y. Wajima (3:26) R. Ukita (5:58) A. Shiga (39:18) A. Hosoyamada (56:22) | 4:1 (2:0, 1:1, 1:0) Spielbericht | Volksrepublik China Yu B. (27:05) | Hakuchō Arena, Tomakomai Zuschauer: 1.681 |

| Pl. |                     | Sp | S | OTS | OTN | N | Tore  | Punkte |
| --- | ------------------- | -- | - | --- | --- | - | ----- | ------ |
| 1.  | Japan               | 3  | 3 | 0   | 0   | 0 | 17:02 | 9      |
| 2.  | Frankreich          | 3  | 2 | 0   | 0   | 1 | 14:08 | 6      |
| 3.  | Volksrepublik China | 3  | 0 | 1   | 0   | 2 | 05:10 | 2      |
| 4.  | Polen               | 3  | 0 | 0   | 1   | 2 | 02:18 | 1      |

Abkürzungen: Pl. = Platz, Sp = Spiele, S = Siege, OTS = Siege nach Verlängerung (Overtime) oder Penaltyschießen, OTN = Niederlagen nach Verlängerung oder Penaltyschießen, N = Niederlagen

Erläuterungen: Qualifikant für die Olympischen Winterspiele, Bester Gruppenzweiter und Qualifikant für die Olympischen Winterspiele, da Russland ausgeschlossen bleibt

### Gruppe H
Die Gruppe H der finalen Qualifikation fand vom 6. bis 9. Februar 2025 in der schwedischen Stadt Gävle statt. Neben den drei gesetzten Teilnehmern qualifizierte sich der Sieger der Turniere der zweiten Vorqualifikation mit dem besten Weltranglistenplatz für diese Gruppe.
| 6. Februar 2025 14:00 Uhr (Ortszeit) | Dänemark M. Peters (4:01) F. Foss (16:36) L. Friis-Hansen (59:57) | 3:1 (2:0, 0:1, 1:0) Spielbericht | Niederlande B. van Nes (37:18) | Monitor ERP Arena, Gävle Zuschauer: 380 |

| 6. Februar 2025 18:00 Uhr | Schweden L. Blom (5:49) L. Johansson (36:06) L. Ljungblom (51:22) | 3:0 (1:0, 1:0, 1:0) Spielbericht | Norwegen | Monitor ERP Arena, Gävle Zuschauer: 1.661 |

| 7. Februar 2025 14:00 Uhr | Dänemark L. Friis-Hansen (31:32) A. Andersen (57:37) N. Bergmann (59:02) | 3:1 (0:0, 1:1, 2:0) Spielbericht | Norwegen A. Dalen (27:28) | Monitor ERP Arena, Gävle Zuschauer: 503 |

| 7. Februar 2025 18:00 Uhr | Niederlande | 0:8 (0:2, 0:4, 0:2) Spielbericht | Schweden S. Hjalmarsson (13:28) S. Hjalmarsson (16:52) T. Johansson (26:29) S. Lundin (27:38) I. Karlsson (32:39) P. Bergström (35:39) J. Bouveng (55:29) H. Svensson (55:43) | Monitor ERP Arena, Gävle Zuschauer: 1.169 |

| 9. Februar 2025 12:00 Uhr | Norwegen A. Dalen (31:06) M. Brunvold (41:57) M. Sirum (59:09) M. Fischer (61:11) | 4:3 n. V. (0:2, 1:0, 2:1, 1:0) Spielbericht | Niederlande M. Dijkema (14:24) E. de Jong (18:16) S. Wielenga (55:56) | Monitor ERP Arena, Gävle Zuschauer: 173 |

| 9. Februar 2025 16:00 Uhr | Schweden J. Raunio (18:34) L. Johansson (23:21) L. Johansson (30:47) S. Hjalmarsson (44:22) J. Raunio (55:49) | 5:0 (1:0, 2:0, 2:0) Spielbericht | Dänemark | Monitor ERP Arena, Gävle Zuschauer: 2.832 |

| Pl. |             | Sp | S | OTS | OTN | N | Tore  | Punkte |
| --- | ----------- | -- | - | --- | --- | - | ----- | ------ |
| 1.  | Schweden    | 3  | 3 | 0   | 0   | 0 | 16:0  | 9      |
| 2.  | Dänemark    | 3  | 2 | 0   | 0   | 1 | 06:07 | 6      |
| 3.  | Norwegen    | 3  | 0 | 1   | 0   | 2 | 05:09 | 2      |
| 4.  | Niederlande | 3  | 0 | 0   | 1   | 2 | 04:15 | 1      |

Abkürzungen: Pl. = Platz, Sp = Spiele, S = Siege, OTS = Siege nach Verlängerung (Overtime) oder Penaltyschießen, OTN = Niederlagen nach Verlängerung oder Penaltyschießen, N = Niederlagen

Erläuterungen: Qualifikant für die Olympischen Winterspiele

### Gruppe I
Die Gruppe I der finalen Qualifikation fand vom 6. bis 9. Februar 2025 in Bremerhaven statt. Gespielt wurde in der dortigen Eisarena. Neben den drei gesetzten Teilnehmern qualifizierte sich der Sieger der Turniere der zweiten Vorqualifikation mit dem besten Weltranglistenplatz für diese Gruppe.
| 6. Februar 2025 16:00 Uhr (Ortszeit) | Ungarn A. Huszák (33:13) K. Jókai Szilágyi (43:22) F. Garát-Gasparics (59:14) | 3:1 (0:0, 1:1, 2:0) Spielbericht | Slowakei J. Hlinka (31:17) | Eisarena, Bremerhaven Zuschauer: 494 |

| 6. Februar 2025 19:30 Uhr | Deutschland C. Haider (23:03) E. Nix (35:06) | 2:0 (0:0, 2:0, 0:0) Spielbericht | Österreich | Eisarena, Bremerhaven Zuschauer: 1.360 |

| 8. Februar 2025 14:30 Uhr | Slowakei J. Hlinka (43:13) | 1:6 (0:3, 0:1, 1:2) Spielbericht | Deutschland J. Schiefer (1:25) C. Schaffrath (3:19) S. Voigt (5:48) S. Voigt (28:04) F. Feldmeier (50:14) Li. Welcke (52:27) | Eisarena, Bremerhaven Zuschauer: 2.570 |

| 8. Februar 2025 18:00 Uhr | Ungarn E. Kreisz (23:15) L. Odnoga (30:46) R. Hiezl (61:00) | 3:2 n. V. (0:1, 2:1, 0:0, 1:0) Spielbericht | Österreich A. Meixner (18:39) E. Mörtl (31:39) | Eisarena, Bremerhaven Zuschauer: 455 |

| 9. Februar 2025 14:30 Uhr | Österreich T. Schafzahl (19:49) A. Fazokas (22:09) T. Schafzahl (27:00) M. Linzbichler (29:49) A. Meixner (36:10) A. Matzka (40:54) T. Schafzahl (56:25) A. Fazokas (59:59) | 8:2 (1:0, 4:1, 3:1) Spielbericht | Slowakei E. Tóthová (36:36) N. Nemčeková (50:21) | Eisarena, Bremerhaven Zuschauer: 750 |

| 9. Februar 2025 18:00 Uhr | Deutschland Li. Welcke (27:39) Lu. Welcke (43:34) | 2:1 (0:0, 1:1, 1:0) Spielbericht | Ungarn M. Seregély (28:49) | Eisarena, Bremerhaven Zuschauer: 2.511 |

| Pl. |             | Sp | S | OTS | OTN | N | Tore  | Punkte |
| --- | ----------- | -- | - | --- | --- | - | ----- | ------ |
| 1.  | Deutschland | 3  | 3 | 0   | 0   | 0 | 10:02 | 9      |
| 2.  | Ungarn      | 3  | 1 | 1   | 0   | 1 | 07:05 | 5      |
| 3.  | Österreich  | 3  | 1 | 0   | 1   | 1 | 10:07 | 4      |
| 4.  | Slowakei    | 3  | 0 | 0   | 0   | 3 | 04:17 | 0      |

Abkürzungen: Pl. = Platz, Sp = Spiele, S = Siege, OTS = Siege nach Verlängerung (Overtime) oder Penaltyschießen, OTN = Niederlagen nach Verlängerung oder Penaltyschießen, N = Niederlagen

Erläuterungen: Qualifikant für die Olympischen Winterspiele